# أنتونوف / تقنية أن-132
أنتونوف / تقنية إن-132 (بالإنجليزية: Antonov/Taqnia An-132)‏ هي طائرة نقل خفيفة متعددة الأغراض يتم تطويرها بشكل مشترك من قبل المملكة العربية السعودية وأوكرانيا. وهي نسخة مطورة ومحسنة من طراز أنتونوف أن-32.

## التصميم والتطوير

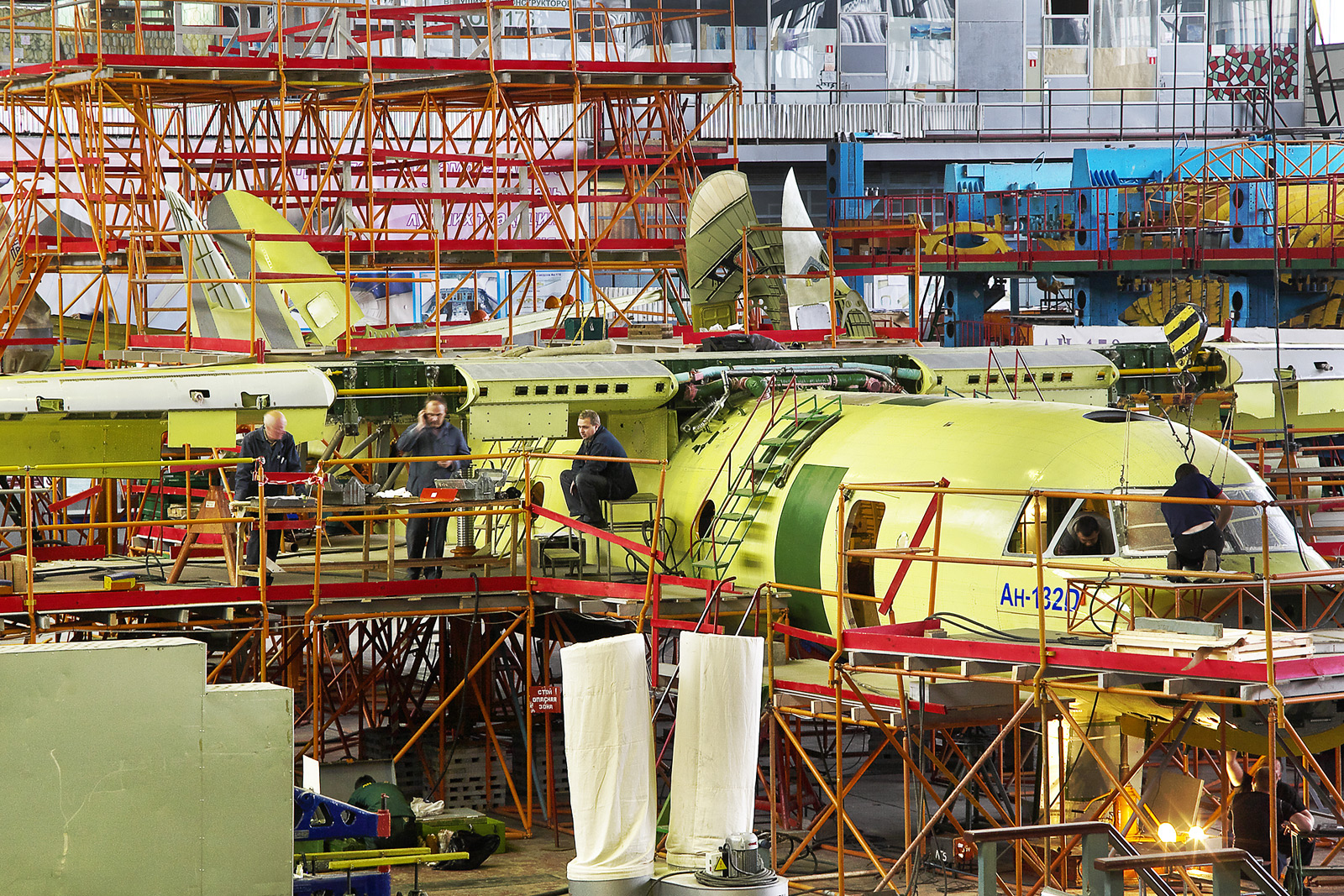
مكتب أنتونوف للتصميم سفياتوشينو - كييف

سوف يتم تزويد هذا النوع من الطائرات باثنين من محركات الدفع التوربيني من صناعة برات آند ويتني كندا (PW150)، وستجهز بالكترونيات الطيران من صناعة هانيويل، ونظام دعم الحياة من ليبهير وزودت بوحدة طاقة مساعدة (APU) من صناعة هاميلتون صندستراند (Hamilton Sundstrand). ومن المقرر أن تقوم بالرحلة الأولى في أواخر عام 2016، مع تسليم يبدأ من عام 2018.

## المواصفات
الطائرة تتمتع بمميزات "خفة الوزن وقادرة على التحليق بارتفاع 28 ألف قدم بحمولة 9.2 طن وقادرة على قطع مسافة 4500 كيلومترا.

السرعة القصوى تصل إلى 550 كيلومترا بالساعة.

## المهام
نقل المواد والعتاد والاستطلاع الجوي والبحري ونقل الركاب والجنود والقفز المظلي وعمليات الإخلاء الطبي بالإضافة إلى قدرتها على الإقلاع والهبوط من وعلى مدارج غير معبدة.

## النسخ
- An-132D : النسخة الأولي أو التجريبية.

## تعليق العمل بالمشروع
قررت أوكرانيا في أبريل 2019 تعليق المشروع المشترك بين السعودية وأوكرانيا من اجل تطوير وإنتاج طائرة أنتونوف / تقنية أن-132.

قال ألكسندر دونتس، رئيس شركة أنتونوف الأوكرانية في تصريحات صحفية، أن العمل في المشروع المشترك متوقف في الوقت الحالي.

وقال “يوجد لدينا هذا المشروع، ولم يتم غلقه، لكن الأوضاع قد تغيرت شيئا ما”.

و أضاف أنه “تم بناء طائرة “أن-132 دي” في إطار هذا المشروع وقد بدأت الاختبارات عليها. لكن لأسباب غير مُتعلقة بشركة أنتونوف، توقفت هذه العملية”، وأوضح أنه جرت تغييرات في شركاء المشروع داخل السعودية.

وأكد دونتس، في الوقت نفسه، أن مشروع أنتونوف لم يتم تجميده، وأوضح: “نحن نبحث عن زبون وشريك. وقد تم عرض طائرة “أن-132 دي” في الهند مؤخرًا، وتركت انطباعا جيدًا هناك”.

هناك دلائل متزايدة على أن المملكة العربية السعودية قد تعيد النظر في التزاماتها تجاه طائرة النقل الخفيفة أن-132 دي المنتجة محليًا ، وبدلاً من ذلك ، قد تحول اهتمامها إلى طائرة أكبر مثل إيرباص إيه 400إم.
عندما تم إطلاق برنامج أنتونوف / تقنية أن-132 في مايو 2015 ، فوجئ الكثير. كانت متطلبات طائرة النقل الأكثر إلحاحًا لدى القوات الجوية السعودية هي استبدال طائرة لوكهيد سي-130 هيركوليز التي تحمل حمولة 20 طنًا ومع ذلك ، تم تصميم طائرة أن-132 دي ، وهي نسخة محسنة وغربية من طراز أنتونوف أن-32 ، لحمل حمولة 10 أطنان فقط.

كانت هناك انتقادات مفادها أنه تمت المشاركة في برنامج الطائرة أن-132 دي لأسباب سياسية وصناعية بدلاً من تلبية متطلبات عسكرية عاجلة. مع تقنية ومدينة الملك عبد العزيز للعلوم والتقنية (KACST) ، التي تقود المشروع ، وعدت بأن تكون أول برنامج رئيسي للطائرات المحلية الصنع.

## المشغلين
السعودية
- القوات الجوية الملكية السعودية: ستة تحت الطلب.[4]

## مشغلين محتملين
الهند : تم عرض مشروع الطائرة على الهند بعد تعليق الشراكة بين أوكرانيا والسعودية وقد لاقت اهتماما ملحوظا بحسب مدير شركة أنتونوف الأوكرانية.

## مواصفات (An-132)
البيانات من An-132
الخصائص العامة
- سعة: according to configuration, it can carry:
  - 9,200 كـغ (20,300 رطل) cargo.
  - 75 troops.
  - 27 stretchers.
- طول: 24.53 م (80 قدم 6 بوصة)
- باع الجناح: 29.20 م (95 قدم 10 بوصة)
- ارتفاع: 8.80 م (28 قدم 10 بوصة)
- وزن الإقلاع الأقصى: 28,500 كـغ (62,832 رطل)
- محركات: 2 × Pratt & Whitney Canada PW150A  [لغات أخرى]‏ محرك مروحة عنفيةs, 3,781 كـو (5,071 shp)  الواحد
- مراوح: six-ريشة Dowty R408, 4.11 م (13 قدم 6 بوصة) diameter

أداء
- سرعة العبور: 550 كم/س (342 ميل/س؛ 297 عقدة)
- مدى: 4,400 كـم (2,734 ميل؛ 2,376 nmi)
- سقف الخدمة: 9,000 م (29,528 قدم)